# Зюкай (Верещагинский район)
Посёлок разъезд Зюкай — населённый пункт в Верещагинском районе Пермского края, входит в Вознесенское сельское поселение.
Население по данным переписи 2010 года — 57 человек (26 мужчин, 31 женщина).
Расположен в 5 км к северо-востоку от районного центра при одноимённой железнодорожной станции Свердловской железной дороги. 